# Guerric z Igny
Blahoslavený Guerric z Igny (lat. Guerricus) byl cisterciácký mnich, žák sv. Bernarda z Clairvaux. V katolické církvi je uctíván jako blahoslavený.

## Život
Narodil se buď v roce 1070 nebo 1080 a původně byl učitelem na katedrální škole v Tournai. Roku 1120 vstoupil do kláštera v Clairvaux. V roce 1138 se stal opatem kláštera v Igny. Proslul svou skromností a horlivostí. Počítá se k tzv. „čtyřem evangelistům z Citeaux“ (sv. Bernard z Clairvaux, sv. Aelred z Rievaulx, sv. Vilém ze Saint-Thierry a blah. Guerric z Igny). Do dnešní doby je zachováno 54 jeho kázání.